# Црква Свете Тројице у Букору
Црква Свете Тројице у Букору, насељеном месту на територији града Шапца, подигнута је 2011. године и припада Епархији шабачкој Српске православне цркве.
Црква је подигнута на плацу од 20 ари код школе, који је 1937. године поклонио Живан Станојчић, да се на њему подигне црква кад се то буде могло. Са почетком радова се чекало све до 24. априла 2007. године, а темељи освештани 29. маја освештани темељи. Радови су текли до 19. јуна 2011. године када је црква завршена и освештана од Епископа шабачког Лаврентија.
Црква је димензија 14x5m и висине 14m, зидана блоковима и касније обложена тесаним каменом из каменолома из села, као поклон Жикана Кузмановића. Камен су обрадили тесари Танасије Јовић из Кисељака и Цвијан Костић из Шетића, из Републике Српске.
Храм је подигнут средствима који су обезбедили становници села, од којих се издвајају браћа Товаровићи Игњат, парох у Батајници, Милета, парох у Малом Зворнику и Миломир, приватни предузетник, док је звоно, позлаћене крстове и мозаичну икону изнад улаза поклонио Живојин Матић из Трста, родом из Букора.